# Anolis trachyderma
Espèce
Synonymes
- Norops trachyderma (Cope, 1875)
- Anolis leptoscelis Boulenger, 1885
- Anolis macropus Cope, 1885
- Anolis garbei Amaral, 1933

Anolis trachyderma est une espèce de sauriens de la famille des Dactyloidae. 

## Répartition
Cette espèce se rencontre dans le sud de la Colombie, en Équateur, au Pérou et au Brésil.

## Publication originale
- Cope, 1875 : Report on the Reptiles brought by Professor James Orton from the middle and upper Amazon and western Peru. Journal of the Academy of Natural Sciences of Philadelphia, sér. 2, vol. 8, p. 159-183 (texte intégral).